# 自由經濟示範區
自由經濟示範區，簡稱自經區，是中華民國政府曾提出的政策，屬於自由經濟示範特區的一種，2014年立法院初審通過改名為中華民國策略經濟發展區 ，2019年4月中改回原名，為中華民國政府於2012年提出的一種經濟政策方案，屬於時任中華民國總統馬英九「黃金十年」政策的一部分。當時政府認為中華民國製造業和服務業在全球化趨勢下，再次面臨挑戰，因此規劃進一步的自由開放，目標是吸引投資、接軌國際、創造更多的就業機會。自由經濟示範區政策分兩階段實施，第一階段推動計畫已於2013年8月啟動，第二階段則需待主管法規《自由經濟示範區特別條例》通過後再行實施。由於自經區的建置會對台灣農業、醫療、教育、勞工與土地正義議題造成衝擊，並造成稅制、反洗錢與產地標記等層面上的困難，《條例》仍被爭論不休，迄今仍未通過。《條例》最近一次重新啟動立法程序是2019年4月16日，由中國國民黨籍立法委員曾銘宗擬具。

## 自由經濟區概述
自由經濟區是一種從更大範圍的經濟體中出，並在貿易面（包括實體貨物貿易與服務貿易）、投資面甚至金融面上實施較為開放、自由、便利之經濟制度的地區。「自由經濟示範區」是經濟自由化的先行區，意味著經濟國際化與自由化。在設計理念上，自經區可以大幅鬆綁貨物進出、外籍專業人士聘用與外商投資等各項限制，打造更為優質的投資環境，並作為進一步擴大（或決定不擴大）推廣至全國的參考。學者認為，這有助於台灣整合全球資源與市場來發展自己。
根據國民黨前新北市市長，2020年總統大選初選候選人朱立倫的說法，自經區代表的是臺灣在稅賦、資金、人才、法規、產業五個面向上的鬆綁：因為經自經區的進出口都免稅，廠家生產的成本可以降低，所以自經區可以提高貨物的競爭力；因為全世界的資金可以自由進出自經區，所以自經區能吸引投資、帶動成長；因為自經區開放國外白領人才的進入，所以自經區能創造更多本地的就業機會；因為自經區在法規上的鬆綁，臺灣也能夠在區內推動許多不能在現行法律下推行的行業別。
然而，有人認為自經區在吸引更多境外投資的同時也有機會衝擊國內廠商、人民與政府的利益。例如，貨物貿易自由化會對島內生產者帶來競爭衝擊；人才流動自由化會衝擊到島內一般民眾的工作機會等。另外可能只讓部分經營海外與兩岸的大型企業獲利，甚至造成失業；負面影響國際關係（尤其是台美）；、台歐關係負面影響臺灣製造（MIT）形象；中共可能以讓利交換對台經濟影響力，達成統戰目的；威脅中華民國主權及經濟自主性等爭議。

### 核心理念及示範目的
根據2014年經建會/國發會的報告，中華民國政府實施自經區的核心理念及示範目的為（節錄章節標題）：
核心理念
1. 自由化、國際化：大幅鬆綁對物流、人流、金流、資訊流及知識流的各項限制， 打造便利的經商環境。落實市場開放，區內外資由WTO邁向FTA/TPP；區內陸資由ECFA邁向WTO。
2. 前瞻性：臺灣未來的產業發展方向，必須選擇具發展潛力、示範功能， 並能夠充分利用臺灣在人力、技術、ICT、區位與兩岸的前瞻性優勢產業，以掌握未來經濟脈動，取得先機。

示範目的
1. 示範產業自由化的效果：在示範區內先行先試推動的各項制度與措施，最主要目的便 是為了評估可能的效益或衝擊。
2. 示範新型態經濟活動：示範區內可試行具有前瞻性，但目前尚未有效運作的經濟活動，例如：將電子化的雲端平臺納入現行自由貿易港區，推動智慧物流產業，以彰顯前瞻效益等。現階段排除涉及國家安全（電信業）及尚不宜鬆綁（如性產業、賭博）等的經濟活動。

### 推動策略
自由經濟示範區政策分兩階段實施，第一階段推動計畫已於2013年8月6日啟動；無論是中央指定規劃或是地方申設的自由經濟示範區，皆須待第二階段主管法規《自由經濟示範區特別條例》通過後，才能正式適用條例內的相關優惠政策與措施，為特定區域內，物流、人流、金流、資訊流及知識流等各項限制進行鬆綁。截至2019年5月為止，該法尚未通過。

#### 第一階段：六海一空一農技區
根據自由經濟示範區第一階段推動計畫，在區位選擇上，國發會已規劃「六海一空一農技區」作為「示範區」範圍。此六海一空一農技區分別是：蘇澳港、基隆港、台北港、台中港、安平港、高雄港、桃園航空自由貿易港區，及屏東農業生物科技園區。開放產業為智慧運籌、國際醫療業、農業加值金融服務業、教育創新等五項。
以現階段在區內鬆綁的法規來說，主要的改變則是：
- 免除外籍專業人士 2 年工作經驗及營業額限制；外國人並得以委任或承攬的方式提供服務。
- 示範區得變更特定農業區之農業用地及提供示範區較大之土地使用彈性（都市規劃中的土地使用變更採一級一審），且示範區涉及原核定開發計畫內容之調整得採備查方式辦理。
- 放寬陸資投資規定。
- 提供陸籍商務人士 3 年多次入出境許可。
- 建置海運快遞專區、協助示範區事業建立電子帳冊及遠端稽核，委外加工之審核也由海關委託管理機關進行。
- 放寬農產加工場所之申請資格、產業適用範圍及區位限制。
- 進口射頻器材進行檢測免經通傳會核准。

另外，2014年9月30日，彰化縣彰濱工業區崙尾區通過經濟部審核，也納入自經區示範區。

#### 第二階段：自由經濟示範區特別條例
2014年，立法院開始進行法案審查，並於2014年3至4月間召開5場公聽會，就社會影響、國際健康、物流、教育、專業服務業、農業、土地等議題進行討論。2014年4月30日，立法院初審通過草案，並將採二名稱改成《中華民國策略經濟發展區設置管理特別條例》，但法案僅審完三條便戛然而止。2019年4月15日，立法院重審《自由貿易經濟特區》條例草案，新草案主要內容包括（節錄）：
第六條　（明定主管機關——經濟部的管理事項）
管理機關掌理下列事項：
二、依區內事業之需求，本於職權，擔任單一窗口，辦理區內事業與主管機關、目的事業主管機關以及其他中央及地方機關之聯繫協調事務。
六、示範區勞工行政、勞工安全衛生及勞動檢查事務。
十、示範區外籍或僑居國外專門性或技術性人員聘僱許可之核發。
十三、示範區土地使用管制及建築管理。
十四、示範區環境保護許可之審查。
第十六條　（中央機關得以審查土地審議、水土保持計畫申請得平行進行）
……直轄市或縣(市)政府受理前項[土地審議]申請後，應於十五日內完成基本資料之查核，未依限辦理者，中央區域計畫主管機關得逕為辦理許可審議。……非都市土地示範區開發計畫，依法應辦理環境影響評估者，得採平行作業方式辦理。……涉及應實施水土保持之處理及維護者，其水土保持計畫並得與雜項執照或建造執照平行審查。……
第三十八條　（區內廠家免徵關稅和其他賦稅）
經許可為第一類示範事業自國外輸入示範區內供營運之貨物及自用機器、設備，免徵關稅、貨物稅、營業稅、推廣貿易服務費及商港服務費。……
第四十七條及四十八條　（農業增值）
§47：自經區可以輸出入、養殖、飼養、展覽、買賣野生動物
§48：自經區廠商可於區外設置「衛星農場」,以提供農產品原物料
第五十條　（放寬非臺灣醫生在臺灣的執業資格）
國際醫療機構得聘僱外國醫事人員於機構內執行業務，其聘僱外國醫事人員之人數或比率，由中央衛生福利主管機關公告之。前項外國醫事人員，須經中央衛生福利主管機關核准，不受須領有我國醫事專門職業證書之限制。……
第五十四條　（允許臺灣之大學與外國大學合辦分校）
大學經教育部評鑑辦理完 善，績效卓著，與外國優質大學合作， 引進外國教育資源者，得設立下列高等教育機構或單位： 
一、分校、分部或外國大學之分校。
二、學院或外國大學之學院。
三、辦理學位專班或專業學(課)程之單位。……
第七十三條　（法例實施十年後自動失效）
本條例自公布日施行，施行期間十年。

## 自由經濟示範區立法爭議
2014年3月初，立院開始進行法案審查，但因此一立法將牽扯到大量產業及現有法案，加上草案73條中有33條，是屬於授權主管機關自行訂定相關規範的空白授權條款，因此遭到在野黨杯葛，經朝野協商決定先開5場公聽會再開始審查，而在5場公聽會過程中，也有更多如土地徵收、環評、野生動物保育、醫療、教育等相關爭議問題被提出。
2014年4月28日進行實質審查，但由於國發會主委管中閔在公聽會後，曾經承諾會依照公聽會意見對進行修正，實質審查時卻仍是原本之草案條文，在野黨認為應送回行政院會重新提出，執政黨則認為審查時再修正即可，雙方意見不同，因此造成審查進度停擺。而在休息期間，委員會主席黃昭順在下午2：27突然宣布延長會議至夜間12點後，又在正常休會時間的下午5：30前回到委員會，宣佈會議繼續進行，並與在場的國民黨籍立委賴士葆、費鴻泰共同通過前3條條文後宣佈散會，而引發了所謂的「黃三條」爭議事件，此一事件引發在野黨極大反彈，造成後續審查更加困難。

## 政治與原產地標示爭議
關於自經區政治方面的爭議，主要聚焦於自經區特別條例通過後，中國大陸資本登台，可能會使臺灣經濟上依賴中國大陸更深，妨礙國家經濟及主權獨立性。泛綠陣營認為，國民黨推動的自經區會將把台灣經濟命脈與中國大陸綁在一起，加速中國大陸經濟統戰，傷害台灣經濟發展。舉例來說，2019年5月1日，民進黨籍立委李俊俋便曾表示：「經濟問題最重要還是『對等』」，並質疑國民黨利用經濟糖衣包裝中國大陸統戰話術、隨中共口令起舞。相似的，時代力量黨團方面則曾表示，國民黨立委配合高雄市長韓國瑜提出的自經區條例，是「披著『拚經濟』的外衣、實以『拚政治』為目的，透過製造輿論，讓台灣人陷入經濟飛漲的夢境」，也認為自經區條例會對台灣經濟與主權不利。 
政治方面的另一個爭議點在於自經區會使臺灣受中美貿易戰波及的可能性。由於臺灣法例規定只要產品自臺灣出口時，若與進口時相比附加價值增加超過35%，即便貨品稅則種類相同也可以獲得臺灣的原產地證明書（C/O）。對此，中華民國財政部、國發會、農委會據此在書面報告中反對自經區，並認為推動自經區，可能會使台灣淪為「中美貿易戰下，中國大陸產品『洗產地』的溫床」，成為「洗白加工島」。此外，特區法規鬆綁也可能使進駐業者大增，對於海關也不容易管控物流及產地標記。中華民國經濟部長沈榮津2019年4月15日便認為，應注意美方對於「洗產地」疑慮的態度，「畢竟產品終歸要進入美國市場」。民進黨籍立委郭正亮也持相同意見，同月29日認為，自經區會使大量陸貨在經濟戰的情況下湧入臺灣，連帶影響臺灣被美國抵制；倘若通過，本土廠家及為躲避貿易戰回流臺灣的台商的「好不容易建立起來的投資信心」也會受影響。
國民黨則不認同此說法。持反對意見的國民黨籍立委曾銘宗則在2019年5月1日指出，從FTA覆蓋率來看，台灣只有9.7%，低於如日本23%、韓國64%、新加坡77%等亞洲國家，顯示台灣經貿被邊緣化。曾銘宗認為，自經區是臺灣日後加入CTPPT（跨太平洋夥伴全面進步協定）、RCEP（區域全面經濟夥伴協定）等組織必經的途經，他更進一步認為民進黨及泛綠陣營的媒體在刻意「抹黑、抹紅」自經區。2019年5月5日，國民黨籍立委童惠珍也對民進黨立場持批評意見。她認為，自經區不是新構想，是民進黨一直把意識形態放入，抹紅抹黑，操作兩岸議題。
同一場記者會中，曾銘宗提出經濟部內部數據表示，現在（2019年）北中南三個科學園區、六港一空的自貿港區、全國各地十個加工出口區，對中國大陸的原物產品99.9%已經可以進口，只有涉及國防機密及科技掌控的產品才沒辦法進口。因此自經區並不會打擊臺灣品質在世界上的認同度。
另外，針對美中貿易戰中具中國大陸後門程式、木馬程式電子用品，是否可能經自經區「漂白」問題。高雄市副市長葉匡時則認為「我們可以在這樣的地方設置『生產安全區』，裡面可以讓歐美相信，產品是絕對安全，沒有中國大陸的後門、木馬等問題，但可惜目前台灣的法規條件很難做到這點」，指資安方面自經區應不成問題。對此，國立成功大學的教授李忠憲表示，按照高雄韓國瑜當局現在的形象，沒有機密性、沒有完整性、甚至連可用性都有很大的問題，資安是非常高級的品質保證服務，「韓市府是不能做或拓展這樣子的產品和服務的」。

## 国际竞争
台湾周边经济体如中国大陆、韩国、日本均已推出类似政策。如中国大陆设立了上海、天津、广东、福建等四个自由贸易试验区（如今已擴展到11個），韩国设立了仁川自由经济区等自由贸易园区。日本设立的综合特区的性质与一般自由贸易园区相比在国际物流开放作法等不尽相同，但其在特定区域内进行大幅度的投资开放政策、行政作业简化及在区域创新作为仍属于自由贸易园区的范畴
。

## 支持情況
陳菊2012年曾表示自由經濟示範區是高雄市發展的重要契機，並曾成立推動小組。賴清德曾提出將安平港納入自由經濟示範區的想法，並獲得贊同與支持。可惜的是，當時港務公司僅提出四鯤鯓納自由貿易港區計畫，對於安平港內極大腹地，仍是原地踏步，缺乏整體規劃，促港務公司儘速擬定方案，積極協助安平港成為自由經濟示範區。

## 參看
- 三業四化
- ECFA、自由贸易园区
- 中国自由贸易试验区（上海、天津、广东、福建）